# 11 juillet 2011
Le lundi 11 juillet 2011 est le 192e jour de l'année 2011.

## Décès
- Filoimea Telito (né le 19 mars 1945), homme politique des îles Tuvalu
- George Lascelles (né le 7 février 1923), conseiller artistique et administrateur dans le domaine musical
- Jaroslav Jiřík (né le 10 décembre 1939), joueur professionnel de hockey sur glace tchécoslovaque
- Michael Evans (né le 10 août 1951), prélat catholique
- Tom Gehrels (né le 21 février 1925), astronome néerlando-américain

## Événements
- Début de la série télévisée Alphas
- Création de la Fondation PSA Peugeot Citroën
- Création du syndicat belge Vlaamse Solidaire Vakbond
- résolution no 1997 du Conseil de sécurité des Nations unies ayant pour sujet : rapports du secrétaire général sur le Soudan.